# Acanthopsyche bipars
Acanthopsyche bipars är en fjärilsart som beskrevs av Walker 1865. Acanthopsyche bipars ingår i släktet Acanthopsyche och familjen säckspinnare. Inga underarter finns listade i Catalogue of Life.